# Соколкская волость
Соколкская волость (латыш. Sokolku pagasts, латг. Sokolku pogosts, в Латвийской ССР — Соколкский сельский совет) — одна из трёх волостей Вилянского края (до 2009 года Вилянского района). Волостной центр находится в селе Струпли (латыш. Strupļi, латг. Strupli; ранее — Соколы).

## География
Находится в юго-восточной части края.
На востоке граничит с Сакстагальской волостью Резекненского края, на юге — с Силмалской волостью Резекненского края, на западе и севере — с Вилянской волостью Вилянского края.

## Население
По данным переписи населения Латвии 2011 года, из 745 жителей Соколкской волости русские составили  70,60 % (526 чел.), латыши —  27,25 % (203 чел.).

## Населённые пункты
Strupļi (русск. Струпли, ранее — Соколы), Skudnovka (русск. Скудновка), Garjuša (русск. Гарюша), Dilmaņi (русск. Дылманы), Akremi (русск. Акремы), Ustroņi (русск. Устроны), Tumuški (русск. Тумушки), Zvīdriņi (русск. Звидрини), Bokāni , Taukuļi, Podļizovka (русск. Подлизовка) и др.